# Christian Gottlieb Müller
Christian Gottlieb Müller (Niederoderwitz, 6 de febrer de 1800 - Altenburg, 29 de juny de 1863) va ser un músic alemany, compositor i director musical.
Avui és sobretot conegut perquè va ser un dels primers mestres de Richard Wagner, a qui va ensenyar contrapunt i harmonia mentre era director d'orquestra a Leipzig.